# Dagmar von Mutius
Maria Eleonore Dagmar von Mutius (* 17. Oktober 1919 in Christiania; † 5. November 2008 in Heidelberg) war eine deutsche Schriftstellerin.

## Leben
Dagmar von Mutius entstammte dem Adelsgeschlecht von Mutius. Ihre Eltern waren der Diplomat Gerhard von Mutius und Marie Sophie Wilhelmine Mauritia, geborene von Bethmann. Wegen des Berufs ihres Vaters verbrachte Dagmar von Mutius ihre Kindheit und Jugend im Ausland. Sie lebte in Oslo, Kopenhagen, Bukarest sowie später in Berlin sowie auf dem Familiengut in Gellenau in der Grafschaft Glatz. Die Verwaltung des Besitzes übernahm sie während des Zweiten Weltkrieges, nach dem Tod ihres Onkels Maximilian von Mutius, für ihren Bruder, Hauptmann Bernhard von Mutius, der 1944 im Krieg blieb und der eigentliche Erbe von Gut und Schloss Gellenau war. Die alte Heimat 1946 musste sie nach Enteignung und Zwangsarbeit verlassen.
Da sie Flucht und Vertreibung aus eigenem Erleben kennengelernt hat, spielen diese Themen, die sie ohne Schuldzuweisungen und ohne Klagen behandelt, in ihren Werken eine herausragende Rolle. Die Trauer über den Verlust des Familienbesitzes und der Heimat ist vom Versöhnungswillen und dem Wunsch nach einer friedvollen Zukunft getragen. Für das autobiografisch gefärbte Werk Wetterleuchten, in dem sie das Schicksal einiger in der schlesischen Heimat zurückgebliebenen Deutschen beschreibt, bekam sie 1963 den Eichendorff-Literaturpreis. 
Sie war längere Zeit Buchhändlerin in Heidelberg und blieb unverheiratet. Ihr literarischer Nachlass wird in der Stiftung Kulturwerk Schlesien, Würzburg, verwahrt. Sie war Mitglied des GEDOK-Verbandes.

## Auszeichnungen
- 1963 Eichendorff-Literaturpreis
- 1965 Ehrengabe des Andreas-Gryphius-Preises
- 1967 Preis der Hermann-Sudermann-Stiftung
- 1973 Hörspiel und Erzählerpreis der Stiftung Ostdeutscher Kulturrat
- 1987  Bundesverdienstkreuz am Bande (2. April 1987)[5]
- 1988 Sonderpreis zum Kulturpreis Schlesien des Landes Niedersachsen
- 1990 Pro arte Medaille der Künstlergilde Esslingen

## Werke
- Wetterleuchten. Chronik einer schlesischen Provinz 1945/46. Verlag Vandenhoeck & Ruprecht, Göttingen 1961. (3. Auflage: Bergstadtverlag Wilhelm Gottlieb Korn, Würzburg 1988, ISBN 3-87057-111-X.)
- Grenzwege. Verlag Vandenhoeck & Ruprecht, Göttingen 1963.
- Wandel des Spiels. Verlag Vandenhoeck & Ruprecht, Göttingen 1966.
- Versteck ohne Anschlag. Verlag Werner Jerratsch, Heidenheim/Brenz 1975.
- Einladung in ein altes Haus. Verlag Werner Jerratsch, Heidenheim/Brenz 1980, ISBN 3-921519-40-3.
- Draußen der Nachtwind. Bergstadtverlag Korn, Würzburg 1985, ISBN 3-87057-105-5.
- Lektionen der Stille. Bergstadtverlag Korn, Würzburg 1989.
- Besuch am Rande der Tage. Bergstadtverlag Korn, Würzburg 1994.
- Eleonore Haugwitz (Pseudonym): 1945/46 auf einem Gutshof in der Grafschaft Glatz. In: Meine Heimat Schlesien. Weltbild-Verlag, Augsburg 1990, ISBN 3-7844-1910-0.

## Genealogie
- Hans Friedrich von Ehrenkrook, Friedrich Wilhelm Euler, Walter von Hueck, u. a.: Genealogisches Handbuch der Adeligen Häuser. B (Briefadel) 1956. Band II, Band 12 der Gesamtreihe GHdA, Hrsg. Deutsches Adelsarchiv, C. A. Starke, Glücksburg (Ostsee) 1956, ISSN 0435-2408, S. 255 f.
- Walter von Hueck, Erik Amburger, Friedrich Wilhelm Euler. Et al.: Genealogisches Handbuch der Adeligen Häuser. B (Briefadel nach 1400 nobilitiert) 1980. Band XIII, Band 73 der Gesamtreihe GHdA, Hrsg. Ausschuss für adelsrechtliche Fragen der deutschen Adelsverbände in Gemeinschaft mit dem Deutschen Adelsarchiv, C. A. Starke Verlag, Limburg an der Lahn 1980, ISSN 0435-2408, S. 284–287.